# Bei Dao
Bei Dao (北島), pseudonym för Zhao Zhenkai, född 2 augusti 1949 i Peking, är en av Kinas mest namnkunniga poeter och en framträdande representant för den så kallade "dunkla poesin". Bei Daos samlade dikter finns i svensk översättning av Göran Malmqvist.

## Liv och gärning
Zhao Zhenkai föddes 1949 i Peking. Efter att ha studerat kinesisk språk- och litteraturvetenskap började han skriva poesi 1970 medan han arbetade bland annat på ett järngjuteri. Han tog pseudonymen Bei Dao ("Norra ön") och var en av grundarna av den litterära tidskriften Idag (今天, Jintian), där han blev känd som den mest framträdande medlemmen av gruppen som kallades de "dunkla poeterna". Gruppen kännetecknades av sitt fokus på personliga känslor som sorg och förtvivlan, något myndigheterna inte uppskattade då det kunde inverka negativt på befolkningens moral. Under en viss period hade Idag ändå förhållandevis stor frihet, innan den tystades.
I samband med det kulturella töväder som uppstod efter Deng Xiaopings maktövertagande i Kina 1979 kunde Bei Dao nå en framträdande position främst bland unga välutbildade kineser, som identifierade sig i hans skepticism och misstänksamhet. I sitt skrivande använde han bland annat tekniker inspirerade av filmmontage, där kontraster och skiftande hastighet används för att öka läsarens föreställningsförmåga. Dikterna uttrycker mestadels intima och sorgsna känslor. I början och mitten av 1980-talet publicerades han i flera breda kinesiska tidskrifter och fick arbete som redaktör för en tidskrift understödd av myndigheterna. Han gav också ut den kortvariga och regimkritiska tidskriften Kina.
I samband med studentprotesterna 1986 blev han oanställbar och opublicerbar i Kina, liksom de flesta andra "dunkla poeter". Istället fick han uppdrag av universitet i England och USA. Efter protesterna och massakern på Himmelska fridens torg 1989 i Peking, där några av hans diktrader skanderades, valde han att stanna i landsflykt för att undvika fångenskap. Han bodde bland annat i Tyskland, Sverige och, längst, i Kalifornien. Hans dåvarande fru och deras dotter fick återförenas med honom först i mitten av 1990-talet. Bei Dao har sedan 2006 åter möjlighet att leva och verka i Kina. Hans verk var länge otillgängliga i Kina, men har åter börjat tillåtas. De har översatts till 25 språk. Utöver sin diktning har han även utgivit noveller, essäer och romaner.